# NGC 2580
NGC 2580 (również OCL 709 lub ESO 431-SC6) – gromada otwarta znajdująca się w gwiazdozbiorze Rufy. Odkrył ją John Herschel 5 lutego 1837 roku. Jest położona w odległości ok. 13 tys. lat świetlnych od Słońca.